# Fibulostilbum phylaciicola
Fibulostilbum phylaciicola är en svampart som beskrevs av Seifert & Bandoni 1992. Fibulostilbum phylaciicola ingår i släktet Fibulostilbum och familjen Chionosphaeraceae.   Inga underarter finns listade i Catalogue of Life.